# روبرت فولر
روبرت فولر (بالإنجليزية: Robert Fowler)‏ هو عداء مراثوني أمريكي، (ولد في Trinity Bay (Newfoundland and Labrador) ‏ في كندا 1882 و 1882 – 1957 م).

## وصلات خارجية
- روبرت فولر على موقع أوليمبيديا (الإنجليزية)